# Termoplástico

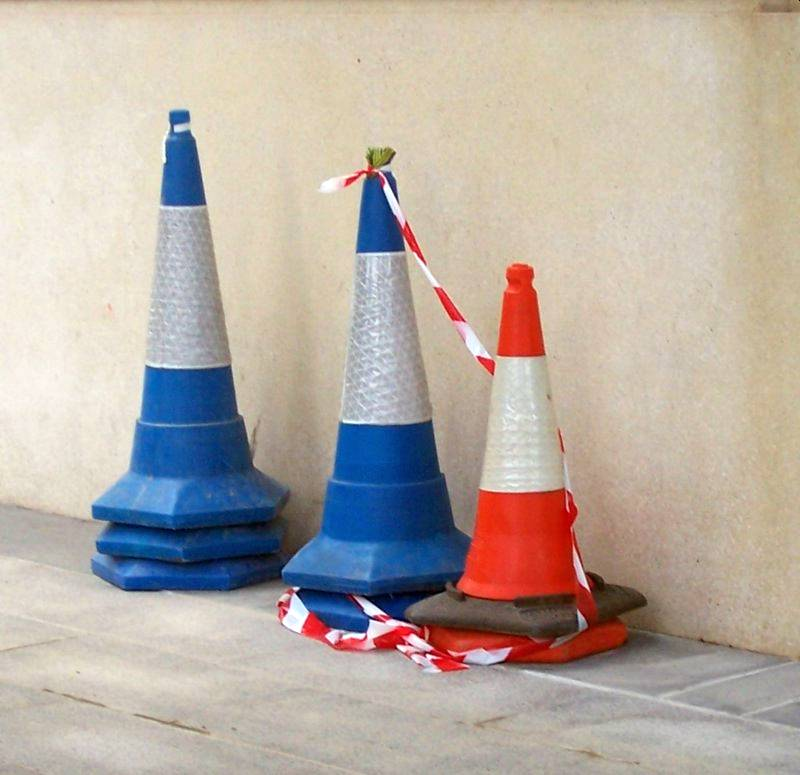
Una colección de conos termoplásticos azules encontrados en Birmingham.

Un termoplástico es un material que a temperaturas relativamente altas, se vuelve deformable o flexible, se derrite cuando se calienta y se endurece en un estado de transición vítrea cuando se enfría lo suficiente. La mayor parte de los termoplásticos son polímeros de alto peso molecular, los cuales poseen cadenas asociadas por medio de fuerzas de Van der Waals débiles (polietileno); fuertes interacciones dipolo-dipolo y enlace de hidrógeno, o incluso anillos aromáticos apilados (poliestireno). Los polímeros termoplásticos difieren de los polímeros termoestables o termofijos en que después de calentarse y moldearse pueden recalentarse y formar otros objetos.

## Características
Sus propiedades físicas cambian gradualmente si se funden y se moldean varias veces (historial térmico), generalmente van disminuyendo estas propiedades al debilitar los enlaces. Los más usados son el polietileno (PE), el polipropileno (PP), el polibutileno (PB), el poliestireno (PS), el polimetilmetacrilato (PMMA), el policloruro de vinilo (PVC), el politereftalato de etileno (PET), el teflón (o politetrafluoroetileno, PTFE) y el nailon (un tipo de poliamida).
Se diferencian de los termoestables o termofijos (baquelita, goma vulcanizada) en que estos últimos no funden al elevarlos a altas temperaturas, sino que se queman, siendo imposible volver a moldearlos.
Muchos de los termoplásticos conocidos pueden ser resultado de la suma de varios polímeros, como es el caso del vinilo, que es una mezcla de polietileno y polipropileno.
Cuando se enfrían, partiendo del estado líquido y dependiendo de las temperaturas a la cual se expongan durante el proceso de solidificación (aumento o disminución), podrán formarse estructuras sólidas cristalinas o no cristalinas.
Este tipo de polímero está caracterizado por su estructura. Está formado por cadenas de hidrocarburos, como la mayoría de los polímeros, y específicamente encontramos cadenas de tipo lineal o ramificadas.

## Ensayos
Para realizar ensayos en termoplásticos, se puede proceder de las siguientes maneras:
- Ensayo de tracción
- Ensayo de flexión en 3 puntos
- Ensayo con Péndulo de Charpy